# سادائو یاماناکا
سادائو یاماناکا (انگلیسی: Sadao Yamanaka؛ ۷ نوامبر ۱۹۰۹ – ۱۷ سپتامبر ۱۹۳۸) یک کارگردان فیلم، و فیلم‌نامه‌نویس اهل ژاپن بود.